# Bålsjön, Dalarna
Bålsjön är en sjö i Älvdalens kommun i Dalarna och ingår i Dalälvens huvudavrinningsområde. Sjön har en area på 0,214 kvadratkilometer och ligger 506,2 meter över havet.

## Delavrinningsområde
Bålsjön ingår i det delavrinningsområde (684326-135182) som SMHI kallar för Mynnar i Särnsjön. Medelhöjden är 528 meter över havet och ytan är 26,3 kvadratkilometer. Räknas de 14 avrinningsområdena uppströms in blir den ackumulerade arean 127,43 kvadratkilometer. Lemman (Svartsjöån) som avvattnar avrinningsområdet har biflödesordning 2, vilket innebär att vattnet flödar genom totalt 2 vattendrag innan det når havet efter 445 kilometer. Avrinningsområdet består mestadels av skog (76 procent) och sankmarker (19 procent). Avrinningsområdet har 0,22 kvadratkilometer vattenytor vilket ger det en sjöprocent på 0,8 procent.